# Ange-Mathieu Bonelli
Ange-Mathieu Bonelli, nato Angelo Matteo, noto anche con il soprannome di Zampaglinu o Zampaglione (Bocognano, 1728 – Vizzavona, 24 maggio 1796), è stato un politico e militare italiano naturalizzato francese.

## Biografia
Nel 1755 all'età di soli 27 anni incontra Pasquale Paoli e aderisce alla lotta indipendentista contro la Repubblica di Genova, nel 1763 con le truppe di Paoli tenta senza successo di conquistare la cittadella di Ajaccio in mano ai genovesi.
Il 25 luglio 1766 uccide un ufficiale francese responsabile dell'arresto e dell'esecuzione di un suo cugino di secondo grado, anch'esso combattente indipendentista. 
Nel 1773 è nel Niolo dove c'è una rivolta guidata da Cesare d'Orezza contro i genovesi e i loro alleati francesi, la rivolta verrà repressa nel 1774 dai francesi e verranno impiccati per rappresaglia dodici uomini a Corscia ma uno dei condannati riuscì a fuggire. 
Nel 1778 raggiunge Paoli nel suo esilio di Londra, ma è sempre più deluso dalle idee indipendentiste.
Nel 1786 è a Livorno dove è accolto dal Granduca di Toscana Leopoldo I, poi nell'inverno del 1789 ritorna in Corsica e diventa fedele a Napoleone.
Membro della Guardia nazionale del Celavo con sede a Bocognano partecipa alla catastrofica spedizione in Sardegna da parte di Napoleone.
Dal 1794 al 1796 combatte nelle truppe francesi contro il Regno Anglo Corso di Pasquale Paoli, dove resiste nel 1794 alla difesa di Calvi assediata dall'ammiraglio inglese Horatio Nelson.
Muore a 68 in uno scontro con le truppe inglesi a Vizzavona il 24 maggio 1796.